# Antonio Carena
Antonio Carena (Rivoli, 1925 – Rivoli, 2010) è stato un pittore italiano.
È noto per la sua ricerca artistica e per l'invenzione delle sue celebri cielagioni, opere iperrealiste che rappresentano cieli azzurri attraversati da nuvole, spesso realizzate con la tecnica del trompe-l'oeil.

## Biografia
Antonio Carena si è diplomato presso l'Accademia Albertina di Belle Arti di Torino, dove ha studiato Pittura sotto la guida di Enrico Paulucci e Mario Davico. Nel 1950 ha esposto alla XXV Biennale di Venezia e, l'anno successivo, ha ricevuto il Premio "Dino Uberti" come miglior allievo dell'Accademia di Torino. Sempre nel 1951, ha ottenuto il Premio per la Cattedra di Pittura alla II Mostra Nazionale delle Accademie di Belle Arti a Napoli.
Negli anni '50, Carena ha esposto le sue opere in diverse personali, a partire dal 1955 al Circolo Europa Giovane di Torino, presentato da Albino Galvano. Successivamente ha tenuto esposizioni presso varie gallerie, tra cui:
- Galleria Notizie di Torino (1959), con testi critici di Albino Galvano e Luigi Pistoi.
- Medusa di Roma (1959) e Ariete di Milano (1959), con testi di Francesco Russoli.
- Galleria Il Cancello di Bologna (1960), con testo di Enrico Crispolti.
- Galerie de Seine di Parigi (1961), con testo di Michel Tapié.

Nel 1959 ha partecipato alla mostra internazionale Arte Nuova al Circolo degli Artisti di Torino, curata da Michel Tapié e Luigi Pistoi, assieme ad altri 16 artisti italiani.
A partire dagli anni '60, Carena ha iniziato le sue ricerche oggettuali, tra cui le Carrozzerie (1963), le Pellicole e le Trance metalliche (1964). I suoi primi Cieli, realizzati con aerografo su tela nel 1965, rappresentano un punto di svolta nella sua carriera. Da allora, queste opere sono state esposte in numerose gallerie italiane e internazionali, come il Museo Municipale di St. Paul de Vence (1969), la Galleria Martano di Torino (1970), e la Galleria del Cavallino di Venezia (1971).
Carena ha combinato l'estetica iperrealista con un intento ironico e dissacratorio, dichiarando nei suoi aforismi di voler "coltivare l'ironia per allontanare l'idiozia" e "evidenziare l'artificioso avanzante". Le sue cielagioni si trovano su molteplici supporti, dalle tele alle pareti di edifici, fino alle carrozzerie di automobili.
Antonio Carena è ricordato come un artista ribelle e innovatore, capace di fondere ricerca estetica e riflessione filosofica. I suoi cieli, simbolo di assoluto e libertà, continuano a rappresentare un'importante testimonianza dell'arte contemporanea italiana.
Carena ha insegnato Pittura presso il Liceo Artistico di Cuneo (1968-1969) e di Torino (dal 1970). Nel 1993 diventa direttore presso l'Accademia di Belle Arti di Cuneo.

## Interventi decorativi
Tra le sue opere decorative più significative si ricordano:
- La volta dello scalone del Castello di Rivoli (1984).
- Il Salone Riunioni della Martini & Rossi a Ginevra (1986).
- Soffitti decorativi presso l'Hotel de Ville d'Albrèt a Parigi (1989).

| Controllo di autorità | VIAF (EN) 20486827 · ISNI (EN) 0000 0000 7859 6079 · SBN BVEV013665 · LCCN (EN) n95055008 · GND (DE) 119261243 |